# Garde républicaine (Yémen)

Carte de la situation actuelle de la guerre civile du Yémen.
Territoire contrôlé par les loyalistes.
Territoire contrôlé par les Houthis.
Territoire contrôlé par les djihadistes d'AQPA et de l'EI au Yémen.
Territoire contrôlé par le Conseil de transition du Sud.

La garde républicaine yéménite (en arabe : الحرس الجمهوري اليمني) est une composante de la force terrestre yéménite avec l'armée de terre, elle est commandée par Ahmed Saleh, le fils ainé d'Ali Abdallah Saleh. Son effectif est estimé à 12 000 hommes. Lors de la révolution yéménite la garde républicaine yéménite combat les tribus hostiles au président Ali Abdallah Saleh dont celle du cheikh Sadeq Al-Ahmad. La garde républicaine est la force d'élite de l'armée yéménite. En 2012, elle est remplacée par les Forces de sécurité présidentielle et les forces de réserve.

## Histoire

### Rôle dans la révolution yéménite et dissolution
Lors de la révolution yéménite, la garde républicaine eu un rôle très important puisque étant l'une des principales forces d'oppositions face aux tribus et soldats déserteurs hostile au régime à Sanaa. Certains de ses hommes ont rejoint les révoltés mais selon certaines sources, la Garde républicaine était composée de plus de 12000 hommes avant le début de la révolte.
Le 24 septembre 2011, la Garde républicaine, corps d'élite de l'armée yéménite bombarde un camp de la première division blindée du général dissident Ali Mohsen al-Ahmar, rallié à la contestation, et situé près de la place du Changement. Ce bombardement fait 11 morts et 112 blessés parmi les soldats dissidents.
Tôt le matin, le 26 septembre, des combattants d'une tribu ralliée à l'opposition ont attaqué une caserne de la Garde républicaine à Dahrah. Selon un communiqué du ministère de la Défense, l'attaque contre la base du commandant Ali al-Keleibi, lui-même tué dans les combats, aurait fait selon les responsables des services de sécurité yéménites 30 capturés.
La nuit du 5 au 6 octobre, de violents combats ont opposé la Garde républicaine aux hommes du cheikh Sadek al-Ahmar, chef de la confédération tribale des Hached dans le quartier d'Al Hassaba, dans le nord de Sanaa, sans faire de victime.
Le 15 octobre, le général Ali Mohsen al-Ahmar cité par la chaîne de TV Al-Arabiya affirme que 7 000 militaires de la Garde républicaine yéménite et des forces de sécurité du pays ont rejoint l'opposition exigeant le départ du président Ali Abdallah Saleh.
Vendredi 11 novembre, des combats ont lieu entre la garde républicaine et une milice tribale au Yémen et font 9 morts et 23 blessés.
Le 21 novembre, les forces tribales anti-gouvernementales prennent d'assaut une caserne de la Garde républicaine à Nahm, ville située à 70 km au nord-est de la capitale Sanaa. Cette caserne appartient à la 63e Brigade d'infanterie de montagne de la Garde républicaine. Des avions fidèles au régime de Saleh ont lancé plusieurs frappes contre la caserne qui semble occupée par les forces tribales anti-gouvernementales. Celles-ci répliquent par l'utilisation d'armes sol-air qu'elles ont saisies dans la caserne.

### Refondation par les Houthis
En 2016, lors de la guerre civile yéménite, la garde républicaine est recréée par les Houthis.

## Composition
30 000 à 100 000 hommes sous le commandement du brigadier Ahmed Saleh.

## Armement
- AK-47, SVD, RPG-7, T-54, T-62, T-72, M-60 Patton, BMP-1...